# 菅原城北大橋

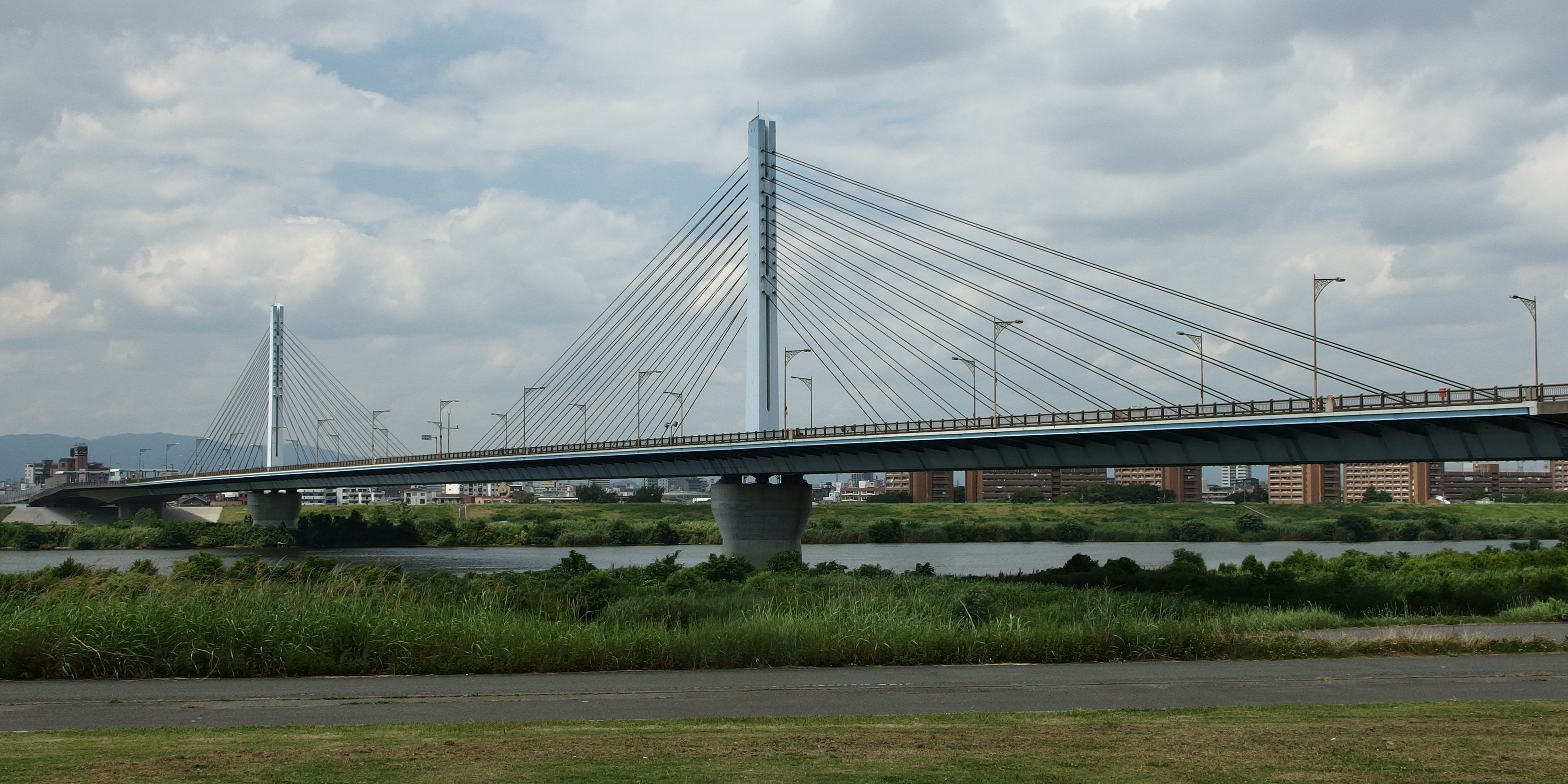
左岸下流から望む

菅原城北大橋（すがはらしろきたおおはし）は、大阪府大阪市東淀川区と旭区を結ぶ、淀川に架かる橋である。大阪市が淀川新橋有料道路として管理していたが、2014年（平成26年）6月10日に無料開放された。ただし高槻市と寝屋川市を結び淀川に架かる淀川新橋とは別の橋である。

## 概要
大阪市北東部の豊里大橋と長柄橋の2橋が慢性的な渋滞を起こすため、その中間に都市計画道路豊里矢田線整備事業の一環として架橋された。
旭区側は城北公園内を跨いでいるため、城北公園通（大阪市道中津太子橋線）には接続しておらず城北筋と接続している。普通車の通行料金が100円だったので地元では100円橋とも呼ばれた。以前は、両岸堤防上の歩行者自転車道と連絡していなかったが、赤川仮橋の廃止に伴う代替措置として連絡スロープが2013年（平成25年）7月に取り付けられた。

## 構造
- 形式：

3径間連続斜張橋 - 渡河部
5径間連続RC上路アーチ橋 - 城北公園内
PC橋 - 両端部
- 橋長：1,355.757m
- 支間長：82m
- 幅員：25.5m
- 橋脚：壁式中空鉄筋コンクリート他
- 基礎：ケーソン他
- 着工：1984年（昭和59年）
- 完成：1989年（平成元年）6月
- 無料開放：2014年（平成26年）6月10日
- 工費：234億円

## 無料化前の通行料金
- 普通車 - 100円
- 大型車 (1) - 150円
- 大型車 (2) - 360円
- 原動機付自転車 - 10円
- 歩行者、自転車 - 無料

※ 無料化直前の2014年（平成26年）6月現在の料金
※ 料金所は東淀川区側に存在した

## アクセス
- 大阪シティバス 「城北公園前」バス停、「菅原二丁目」バス停